# Еропкин, Автамон Иванович
Автамон Иванович Еропкин — голова и воевода во времена правления Алексея Михайловича.
Из дворянского рода Еропкины. Второй сын думного дворянина Ивана Фёдоровича Еропкина. Имел братьев: Моисея и Михаила Ивановичей.

## Биография
В 1636-1668 годах в Боярской книге показан стольником. В мае 1649 года воевода в городе Вольном, а по указанию велено ему быть в сходе в Белгороде со стольником, князем Пронским Иваном Петровичем. В 1650 году воевода в Карпове и велено ему быть в сходе с князем Репненым. В 1653 году воевода в Тамбове. В марте 1655 года письменный голова у горских черкес и астраханских татар в походе с князем Яковым Куденетовичем Черкасским против поляков, в августе послан из Вильно на реку Березину, город Борисов строить. В 1655-1656 годах воевода в Борисове. В июне 1658 года на встрече за земляным городом грузинского царя Теймураза I, голова первой сотни тульских и каширских городовых дворян и детей боярских, в состав которых входило семьдесят семь человек. На мероприятии встречал и стоял со своей сотней в проезде царя на Николаевском крестце. В 1658-1659 годах воевода в Карпове. В мае 1660 года упомянут тридцать третьим стольником при становлении яств перед Государём в Грановитой палате при грузинском царевиче Ираклие I. В июле 1663 года послан в Нижний-Ломов принимать табун, которые велено ему пригнать в Москву.  В августе этом же года воевода в Алатыре. В 1670-1671 годах принимал участие в разгроме восстания Степана Разина в Тамбовском уезде.

## Семья
От брака с неизвестной имел детей:
- Еропкин Иван Автамонович Большой — стольник (1669-1692)[1].
- Еропкин Яков Автамонович
- Еропкин Иван Автамонович Меньшой — помещик деревни Киреевская (1678).